# 论恐热
论恐热（藏語：བློན་ཁྲོམ་བཞེར་，威利转写：bLon Khrom brZhe，？—866年），又稱尚恐熱，为9世纪吐蕃末期陇西大将。

## 生平
尚恐熱本姓末，名农力，是孙波（苏毗）国王的后裔。藏学家任乃强和刘立千认为，《西藏王统记》中的“穹霞”（藏語：ཁྱུང་ཞགས）可能就是论恐热。
842年，吐蕃赞普朗达玛被佛教僧人所杀，朗达玛妻綝氏（那囊氏）拥立自己的侄子云丹为赞普，朗达玛的儿子俄松在山南地区对立。时任洛门川（今渭州陇西县东南）讨击使的论恐热，西征讨伐篡位的云丹。宰相尚思罗前往讨伐，被其击败，逃往松州。随后尚思罗联合吐谷浑、孙波、象雄等部，率八万大军再次讨伐，被论恐热大败杀死。此后论恐热成为青藏高原上最有实力的势力，自称宰相。
843年，他以大军二十万攻击不服自己的鄯州节度使尚婢婢，却被尚婢婢的四万军队击败，几乎全军覆没。之后论恐热和尚婢婢会战二十四年，851年，论恐热一度投靠唐朝，求作河渭节度使，唐宣宗不许，再叛唐。
论恐热性格残暴，其军队所过之处杀人累累，因此引起了很多人的憎恨。866年十月，论恐热被仇人陷害，为尚婢婢的部将拓跋怀光俘虏，酷刑处死，首级被送往唐朝的都城长安示众。

## 脚注
1. ↑  《贤者喜宴》第47页脚注32
2. ↑  《吐蕃史稿》224页
3. ↑  《西藏王统记》（一译《吐蕃王朝世系明鉴正法源流史》），萨迦派僧人索南坚赞著，刘立千译注。民族出版社，2000年2月出版，139页、222页